# フレデリック・アイヴズメダル
フレデリック・アイヴズメダル (Frederic Ives Medal) は、アメリカ光学会が授与する賞で、光学分野における優れた業績に贈られる。
1924年から1925年にかけてアメリカ光学会の会長を務めたハーバート・ユージーン・アイヴスにより、彼の父親である発明家フレデリック・ユージン・アイブスに敬意を表して、1928年に創設された。

## 受賞者
- 1929年: Edward Leamington Nichols
- 1931年: セオドア・ライマン
- 1933年: ロバート・ウィリアム・ウッド
- 1935年: ジョージ・ヘール
- 1937年: ハーバート・ユージーン・アイヴス
- 1939年: August Herman Pfund
- 1941年: Selig Hecht
- 1943年: Loyd A. Jones
- 1945年: ウィリアム・ウェーバー・コブレンツ
- 1947年: William Frederick Meggers
- 1949年: George R. Harrison
- 1951年: Brian O’Brien
- 1952年: アイラ・ボーエン
- 1953年: H. M. Randall
- 1954年: Irvine C. Gardner
- 1955年: Edward Hulburt
- 1956年: John D. Strong
- 1957年: Arthur C. Hardy
- 1958年: ディーン・B・ジャッド
- 1959年: W. E. K. Middleton
- 1960年: Richard Tousey
- 1961年: Seibert Q. Duntley
- 1962年: Max Herzberger
- 1963年: Ralph A. Sawyer
- 1964年: ゲルハルト・ヘルツベルク
- 1965年: ジェイムズ・G・ベイカー
- 1966年: ジョージ・ワルド
- 1967年: エドウィン・ハーバード・ランド
- 1968年: Edward Condon
- 1969年: David H. Rank
- 1970年: Robert E. Hopkins
- 1971年: A. Francis Turner
- 1972年: R・クラーク・ジョーンズ
- 1973年: Rudolf Kingslake
- 1974年: デビッド・マクアダム
- 1975年: Ali Javan
- 1976年: アーサー・ショーロー
- 1977年: Emil Wolf
- 1978年: Harold H. Hopkins
- 1979年: ニコラス・ブルームバーゲン
- 1980年: アデン・マイネル
- 1981年: Georg H. Hass
- 1982年: Lorrin A. Riggs
- 1983年: Boris P. Stoicheff
- 1984年: Herwig Kogelnik
- 1985年: エメット・リース
- 1986年: アムノン・ヤリーヴ
- 1987年: Anthony E. Siegman
- 1988年: アンソニー・J・デマリア
- 1989年: C. Kumar N. Patel
- 1990年: Joseph W. Goodman
- 1991年: ジョン・ホール
- 1992年: Robert W. Terhune
- 1993年: Leonard Mandel
- 1994年: Hermann A. Haus
- 1995年: Robert M. Boynton
- 1996年: チャールズ・タウンズ
- 1997年: Tingye Li
- 1998年: アーサー・アシュキン
- 1999年: Stephen E. Harris
- 2000年: アレクサンドル・プロホロフ
- 2001年: ニック・ホロニアック
- 2002年: James P. Gordon
- 2003年: Herbert Walther
- 2004年: デービッド・ワインランド
- 2005年: テオドール・ヘンシュ
- 2006年: Erich P. Ippen
- 2007年: ダニエル・クレップナー
- 2008年: Peter L. Knight
- 2009年: Robert L. Byer
- 2010年: Joseph H. Eberly
- 2011年: Ivan P. Kaminow
- 2012年: Marlan O. Scully
- 2013年: アラン・アスペ
- 2014年: ポール・コーカム
- 2015年: ジェームズ・フジモト
- 2016年: ジェラール・ムル
- 2017年: Margaret M. Murnane
- 2018年: Rod C. Alferness
- 2019年: エリー・ヤブロノビッチ
- 2020年: Ursula Keller
- 2021年: フェデリコ・カパッソ
- 2022年: James C. Wyant
- 2023年: Robert W. Boyd
- 2024年: 伊賀健一
- 2025年: David A. B. Miller